# پروانه ببری دابرا
پروانه ببری دابرا (نام علمی: Parantica dabrerai) نام یک گونه از تیره فرچه‌پایان است.